# Carmen Dell'Orefice
Pour les articles homonymes, voir Orefice.

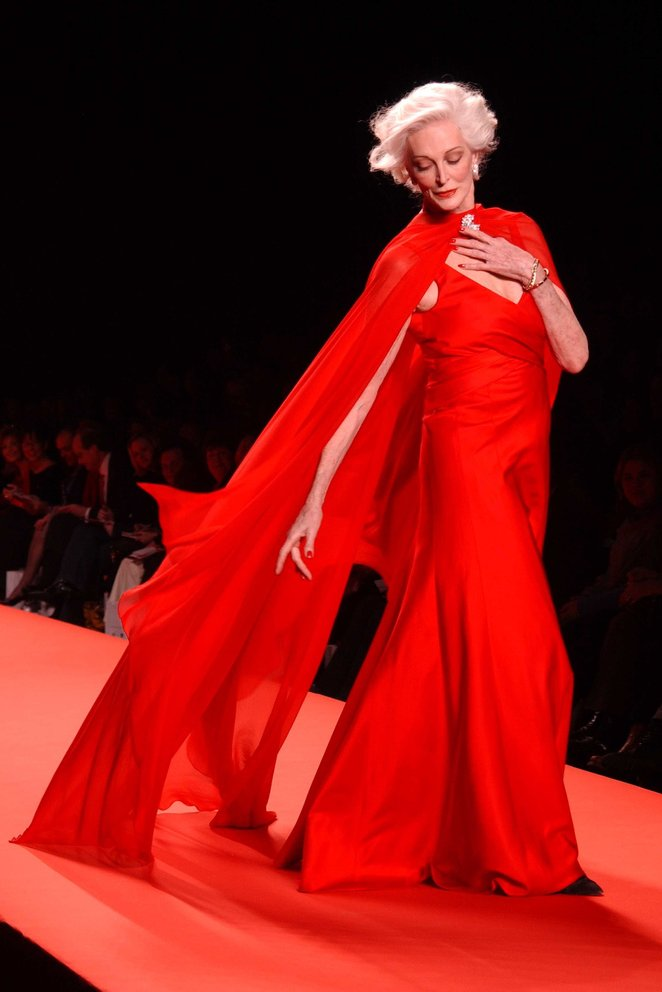
Carmen Dell'Orefice lors d’un défilé en 2005.

Carmen Dell’Orefice, née à New York le 3 juin 1931 est une actrice et modèle de mode américaine, connue pour avoir commencé le mannequinat à l’âge de quinze ans (couverture de Vogue Magazine) et être en 2012, à 81 ans, la plus âgée des mannequins en activité de l’industrie de la mode,. Elle fut un modèle et muse de Salvador Dalí,, et travailla avec de nombreux photographes comme Erwin Blumenfeld,  Irving Penn, Francesco Scavullo, Cecil Beaton, Richard Avedon, ou Norman Parkinson à plus de vingt ans d'intervalle. La photo prise par Mervin Sokolsky (en) pour Harper's Bazaar, Carmen Las Meninas, est considérée comme une photo emblématique de l'époque. Lors d'une interview, Eileen Ford, de l'agence Ford Models, avec laquelle elle est restée en contrat durant soixante ans, l'a sélectionnée comme un des quinze mannequins les plus mémorables selon elle. Lors de l'affaire Madoff, elle fut interviewée à plusieurs occasions pour donner son point de vue, ayant été la compagne du courtier Norman F. Levy, présenté comme le meilleur ami de Bernard Madoff, et ayant l'habitude de passer des vacances avec lui,.

## Filmographie

### Cinéma
- Le plus dingue des agents secrets, Baby May Zoftig
- 1996 : The Sunchaser, Arabella
- 1998 : Celebrity, Pinky Virdon
- 2002 : Le Gourou et les Femmes

### Télévision
- 2004 : New York, unité spéciale (saison 5, épisode 23) : Marion